# أميناتا تراوري
أميناتا درامان تراوري (بالفرنسية: Aminata Dramane Traoré) (مواليد 1947 بباماكو) هي عالمة اقتصاد وعالمة اجتماع وكاتبة و امرأة أعمال و مناضلة سياسية مالية. عُرفت تراوري بمواقفها الجريئة المُنتقدة للسياسات الليبيرالية الغربية ضد إفريقيا، وبنشاطها على المستوى الاجتماعي والجمعوي.
تقلدت تراوري عدة مناصب في مسيرتها، منها: وزيرة الثقافة والسياحة في مالي في عهد الرئيس ألفا عمر كوناري (1997-2000)، وعضو في "فريق الشخصيات البارزة المعني بالعلاقات بين الأمم المتحدة والمجتمع المدني" الذي أنشأه الأمين العام كوفي أنان ما بين 2003 و2004، كما أنها حصلت على عدة جوائز داخل وطنها وخارجه أهمها "جوائز الأمير كلاوس" (هولندا) سنة 2004.

## كتبها
أصدرت أميناتا تراوي أربعة كتب باللغة الفرنسبة تطرّقت فيها إلى مجموعة من القضايا الاقتصادية والسياسية والإنسانية، منها كتابا: "اغتصاب الخيال" (2002) و"إفريقيا المُهانة" (2008).